# Julián Infante
Julián Infante Martín-Nieto (Fuente el Fresno, Ciudad Real, España, 17 de julio de 1957 - Madrid, España, 4 de diciembre de 2000) fue un guitarrista español de música rock. Formó parte de los grupos Tequila y Los Rodríguez.

## Biografía
Nació en 1957 en Fuente el Fresno y vivió sus primeros años en el barrio de Pueblo Nuevo en Madrid. 
Hacia 1977, junto con Ariel Rot, Felipe Lipe, Manolo Iglesias y Alejo Stivel, Julián Infante forma el grupo Tequila, una de las bandas míticas en los primeros años de democracia en España, con la que grabó cuatro discos.
Tras la disolución del grupo en 1982, y pese a que siguió colaborando con distintos grupos y artistas en aportaciones menores, como Glutamato Ye-Yé, Desperados, Pistones, Academia Parabüten o Martirio, no vuelve a triunfar con ningún grupo hasta que en 1990 coincide de nuevo con Ariel Rot en otro grupo que sería uno de los de mayor éxito en aquella época, Los Rodríguez, integrado también por Germán Vilella, Andrés Calamaro y Daniel Zamora. Fue una de las bandas que mayor número de conciertos dio y más discos vendió en España en los primeros 90, dejando una enorme lista de grandes éxitos como "Mucho mejor", "Dulce condena", "Sin documentos", "Canal 69", "Mi enfermedad", "La milonga del marinero y el capitán", "Palabras más, palabras menos", "Copa Rota", "Salud (dinero y amor)" o "Para no olvidar". O "Extraño" y "Sol y sombra", las únicas dos canciones compuestas íntegramente por Julián, la primera de las dos dedicada a su padre.
Tras el lanzamiento en 1996 de un disco de grandes éxitos (Hasta luego), Los Rodríguez se separan. Mientras que Ariel Rot y, sobre todo, Andrés Calamaro inician una fructífera carrera en solitario, Julián no consigue lanzar el que sería su primer disco, ya que murió víctima del sida, enfermedad que había contraído como consecuencia del intercambio de jeringuillas ocasionado por sus adicciones.
Sobrevivió a operaciones de corazón y complicaciones derivadas de la inmunodepresión que sufría a causa del sida, como una candidiasis ocular.
A su muerte a los 43 años en Madrid dejó dos hijos, Israel y Arancha.

## Discografía

### ConTequila
- Matrícula de Honor (1978)
- Rock and Roll (1979)
- Viva! Tequila! (1980)
- Confidencial (1981)

#### Recopilatorios
- Tequila (1990)
- Grandes Éxitos (1997)
- Tequila Forever (1999)
- Vuelve Tequila (2008)

### ConLos Rodríguez
- Buena suerte (1991)
- Disco pirata (1992)
- Sin documentos (1993)
- Palabras más, palabras menos (1995)

#### Recopilatorios
- Hasta luego (1996)
- Para no olvidar (2002)